# Yves Brayer
Yves Brayer, né le 18 novembre 1907 à Versailles et mort le 29 mai 1990 à Suresnes, est un peintre, graveur, illustrateur et décorateur de théâtre français.
Fidèle à la tradition de l'art figuratif, il est l'un des maîtres de l'École de Paris. Utilisant une grande variété de techniques, il est l'auteur d'une abondante production de paysages mais aussi de grandes compositions, figures et natures mortes.

## Biographie
La plus grande partie de l'enfance d'Yves Brayer se déroule à Bourges où son père, officier polytechnicien et cavalier, lui transmet la passion du cheval. Un séjour en Provence avec sa mère lui fait découvrir des paysages qui l'éblouissent et se retrouvent dans ses croquis. Impressionnée, sa mère l'inscrit à l'École nationale supérieure d'art de Bourges. Alors qu'il est destiné à la carrière militaire, une ruade à cheval lui fracture la rotule. C'est alors qu'il se tourne définitivement vers la peinture.
À son arrivée à Paris en 1924, où son père devenu général est affecté au ministère de la Guerre, il fréquente les académies de Montparnasse et de la Grande Chaumière, puis l'École des beaux-arts de Paris où il est nommé professeur en 1926. Il affirme sa personnalité dès sa jeunesse. Des aînés, comme Jean-Louis Forain, l'encouragent, et le sculpteur Robert Wlérick l’initie au modelage. Encore étudiant, il expose au Salon d'automne et au Salon des indépendants. En 1927, il obtient pour La Plage de Juan-les-Pins le prix Brizard et une bourse de voyage de l'État lui permet de faire son « Grand Tour » et partir en Espagne où la rencontre avec les maîtres du musée du Prado à Madrid aura une influence décisive sur son œuvre future. Après un séjour au Maroc grâce à un prix créé par le maréchal Lyautey, il est lauréat du grand prix de Rome en peinture de 1930. Tout d'abord il regrette l'Espagne, puis il se laisse emporter par la richesse de la vie italienne des années 1930 et les plaisirs de la vie à la Villa Médicis, alors dirigée par le sculpteur Paul Landowski.

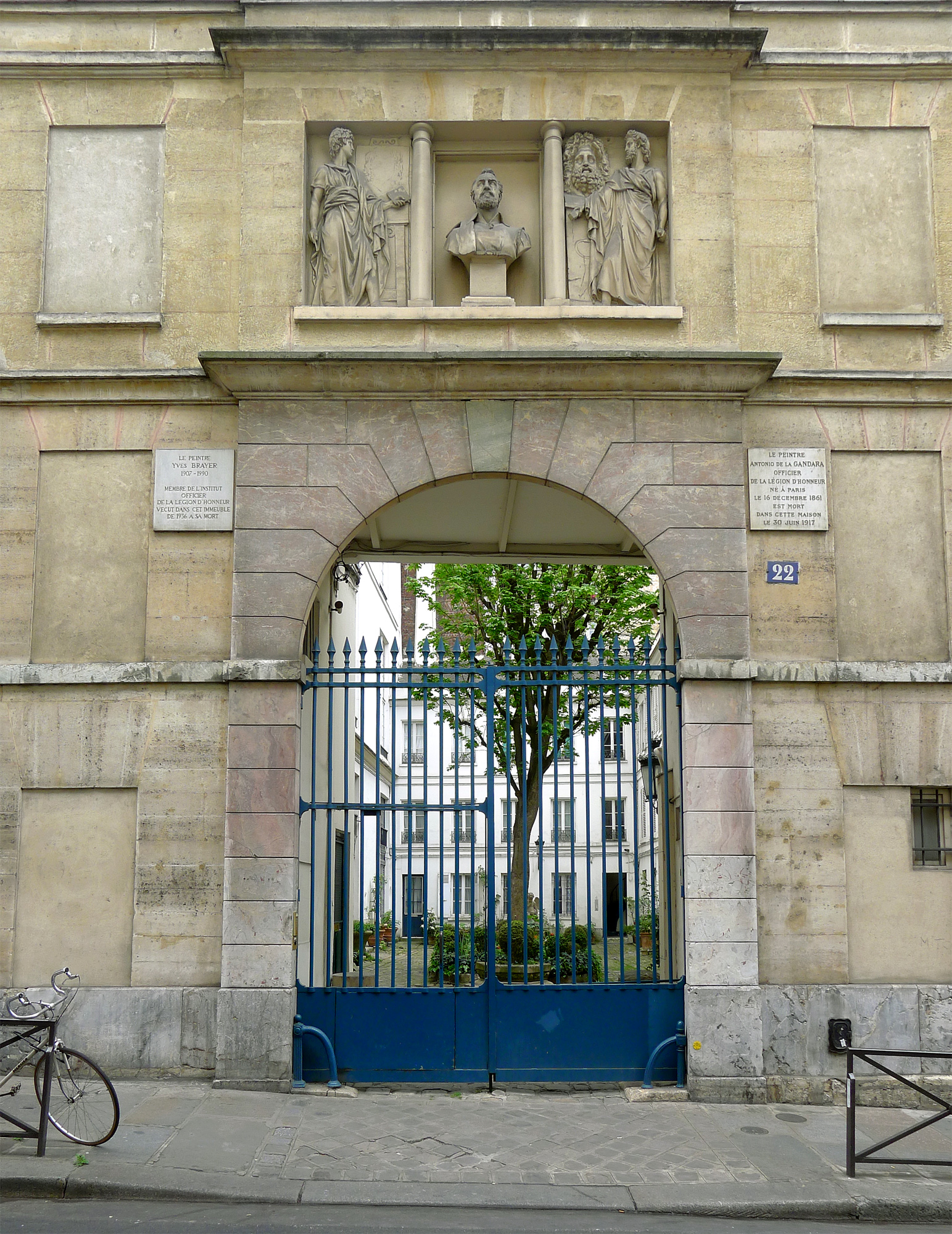
Maison où habita Yves Brayer (no 22 de la rue Monsieur-le-Prince) de 1936 à sa mort.

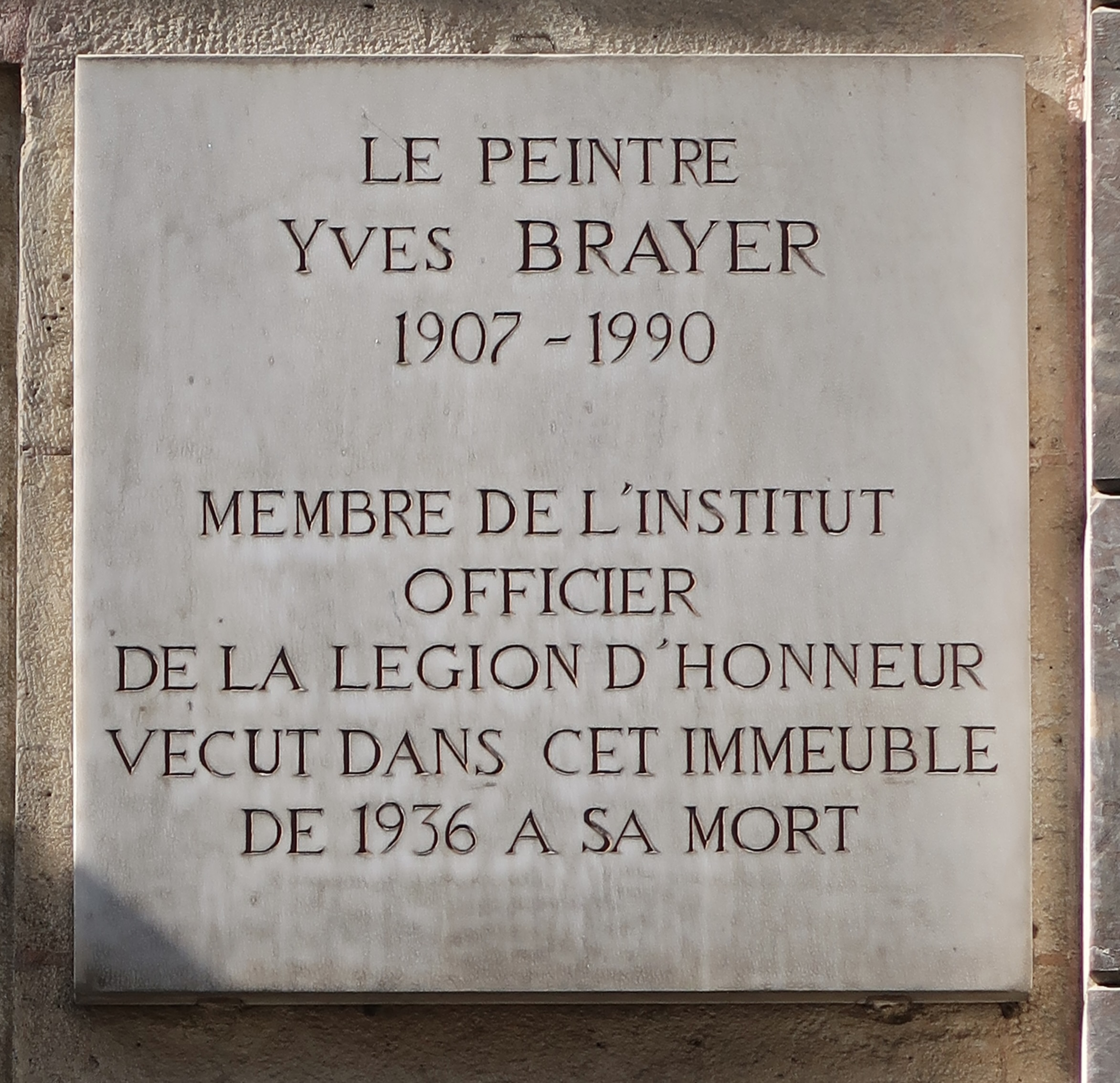
Plaque commémorative sur ce domicile parisien d'Yves Brayer.

À son retour à Paris en 1934, il réunit sa moisson en une grande exposition à la Galerie Charpentier, faubourg Saint-Honoré, où le public découvre l’authenticité de ce peintre de vingt-sept ans au tempérament puissant et original. Après avoir vécu dans le quartier du Panthéon, il s’installe, dès 1935, rue Monsieur-le-Prince, dans le sixième arrondissement. Puis de 1936 à 1938, il porte témoignage des travaux précédant l’Exposition internationale de Paris, des fêtes et réceptions auxquelles il lui est donné d’assister.
Démobilisé à Montauban en 1940, il séjourne pendant la guerre à Cordes-sur-Ciel, dans le Tarn, où les architectures de l'Albigeois lui rappellent les couleurs de Rome. En 1942 il regagne la capitale où Jacques Rouché le charge d'imaginer ses premières maquettes de décors et costumes pour un ballet à l'Opéra de Paris. L'une de ses toiles sur la danse est au Metropolitan Museum à New York. Il y demeure durant l'occupation et peint la ville enneigée, puis la ville libérée.
L'année 1945 marque une nouvelle étape dans son œuvre. Il épouse Hermione Falex (1921-2019) qui devient son modèle et son soutien. En Provence il se rend compte qu'il existe d'autres harmonies que celles des architectures créées par l'Homme, celles de la nature pure et sauvage, et il est bientôt fasciné par la diversité des Alpilles et leurs plissements calcaires puis par les étendues de la Camargue peuplées de chevaux blancs et de taureaux noirs. Il se fixe bientôt en Provence plusieurs mois chaque année. Au début ses œuvres déconcertent le public qui garde le souvenir des architectures italiennes, puis les amateurs s’habitueront à ses paysages de Provence et de Camargue qui feront finalement sa renommée. Lorsqu’il retournera en Italie et en Espagne en 1948 et 1949, sa vision et son style seront alors plus dépouillés.
En 1954, il tient le Grand Prix des Beaux-Arts de Paris.
En 1957, il obtient le Grand Prix du Président de la République à la Biennale de Menton.
Il est élu membre de l'Académie des beaux-arts en 1957, au fauteuil de Charles Fouqueray. Le cinéaste Henri Verneuil lui succède en 2000 et prononce son éloge sous la Coupole la même année.
En 1978, il est invité d'honneur au Salon des artistes indépendants normands à Rouen.
Il travaille au Mexique, en Égypte, en Iran, en Grèce, en Russie, aux États-Unis et au Japon. S'emparant vite de la lumière et des rythmes d'un pays, il rapporte de ses voyages de nombreuses aquarelles.
Il fut professeur à l'Académie de la Grande Chaumière pendant cinquante ans : il eut pléthore d'élèves de tous âges et conditions, citons par exemple Gabriel Dauchot ou Hélène Petter. Il est vice-président pendant cinq ans du Salon d'automne dès 1981 et, en 1977, au titre de membre de l'Académie des beaux-arts, conservateur du musée Marmottan à Paris pendant plus de onze ans au cours desquels il organisa des expositions prestigieuses.
Collectionneur de couvre-chefs, ses proches pouvaient voir chez lui dans le VIe arrondissement de Paris : bicornes de généraux, bonnets chinois de mandarins, chapeaux de paille d’Extrême-Orient, chapeaux militaires, coiffes amérindiennes à poils ou à plumes, toques royales, ainsi que de nombreuses toiles et aquarelles : Cézanne, Degas, Derain, Duffy, Forain, Laurencin, Renoir, Utrillo, Utter, Valadon, Vlaminck, pour la plupart d’entre-elles offertes par ses amis artistes.
Provenait de sa collection, entre autres lots passés en vente publique à Rennes le 2 mars 2020, une statue acéphale et dépourvue de bras d'une divinité féminine du IIe siècle apr. J.-C..

## Décorations
- Officier de la Légion d'honneur
- Commandeur de l'ordre des Palmes académiques (1981)[10]

## Œuvre
Son goût pour le graphisme l'entraîne tout naturellement à pratiquer la technique de la gravure sur cuivre et de la lithographie. Ainsi, il réalise de nombreuses estampes et illustre des livres à tirage limité sur des textes de Blaise Cendrars, Henry de Montherlant, Baudelaire, Paul Claudel, Jean Giono, Frédéric Mistral, Marcel Pagnol, Claude Raimbourg, Jean-Louis Vallas, etc.
Yves Brayer est aussi l'auteur de décorations murales, de cartons de tapisseries, de maquettes de décors et de costumes pour le Théâtre-Français, et les opéras de Paris, Amsterdam, Nice, Lyon, Toulouse, Bordeaux ou Avignon.
Ses expositions particulières ont rendu ses œuvres familières dans de nombreux pays : à Paris tout d'abord puis en France, en Europe et aux États-Unis. En 1977, la Bibliothèque nationale de France organise une exposition « Yves Brayer, Graveur » pour son soixante-dixième anniversaire, et le musée de La Poste à Paris lui consacre une exposition de ses œuvres lors de la parution du timbre en 1978. Le musée Marmottan lui rend hommage en 1993 et le musée des Années Trente à Boulogne-Billancourt célèbre son centenaire en 2008.

## Expositions
- 1er Salon Biarritz - San Sebastián : École de Paris, peinture, sculpture, casino de Biarritz et Musée San Telmo, Saint-Sébastien (Espagne), juillet-septembre 1965.
- Le pétrole vu par 100 peintres , Musée Galliera, Paris, œuvre présentée : Port-de-Bouc octobre 1959.
- Yves Brayer : voyages : Galerie 26, Paris, 18 octobre-18 novembre 2024.

## Le musée Yves Brayer
En 1960 est ouvert le premier musée Yves-Brayer dans la salle d'honneur de la mairie de Cordes-sur-Ciel. Depuis 2006, ces œuvres font partie des collections du nouveau musée d'art moderne et contemporain situé dans la belle maison gothique dite « du Grand Fauconnier », aux côtés d'œuvres de Picasso, Léger, Aline Gagnaire et autres, issues de la donation André Verdet. Enfin un musée Yves Brayer est inauguré en 1991 aux Baux-de-Provence dans une demeure de la fin du XVIe siècle, proche de la chapelle des Pénitents Blancs qu'il avait décorée quelques années plus tôt.

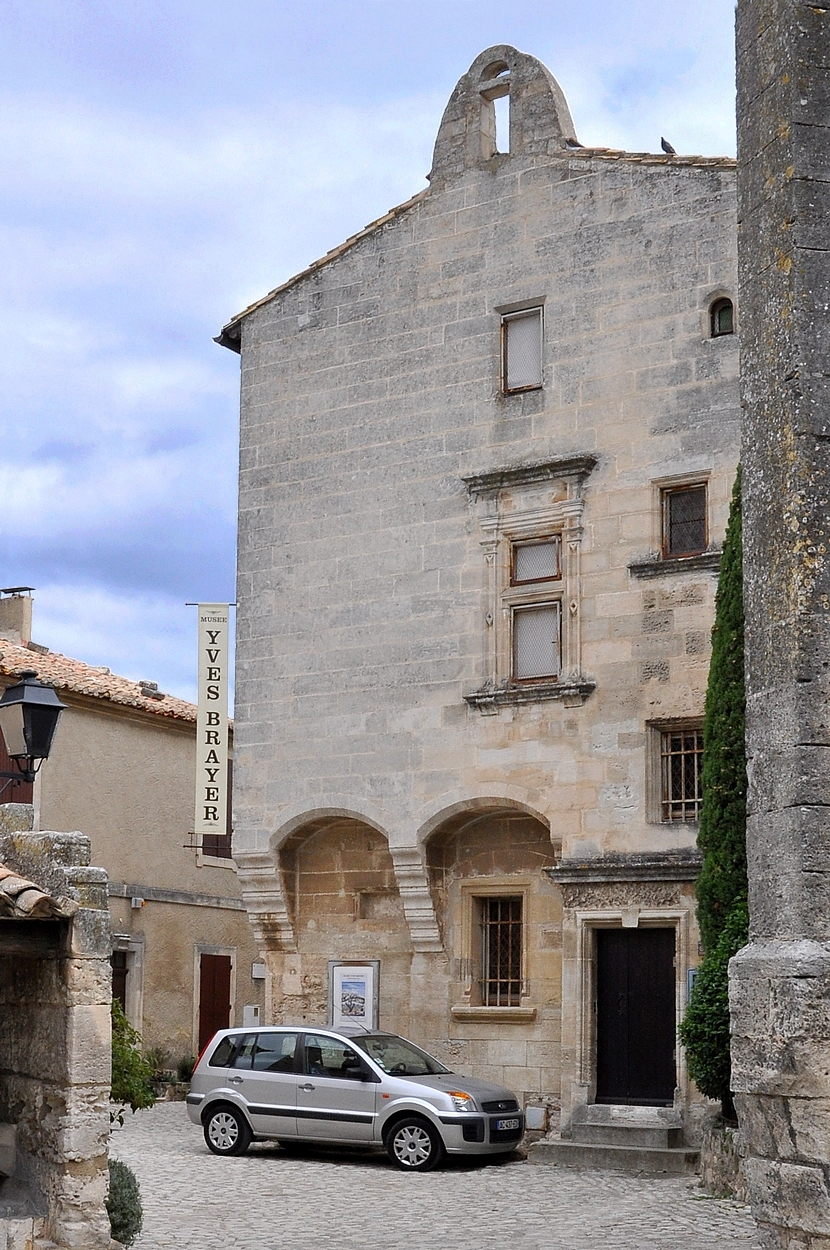
Musée Yves-Brayer aux Baux-de-Provence, dans l'hôtel des Porcelet construit au XVIe siècle.
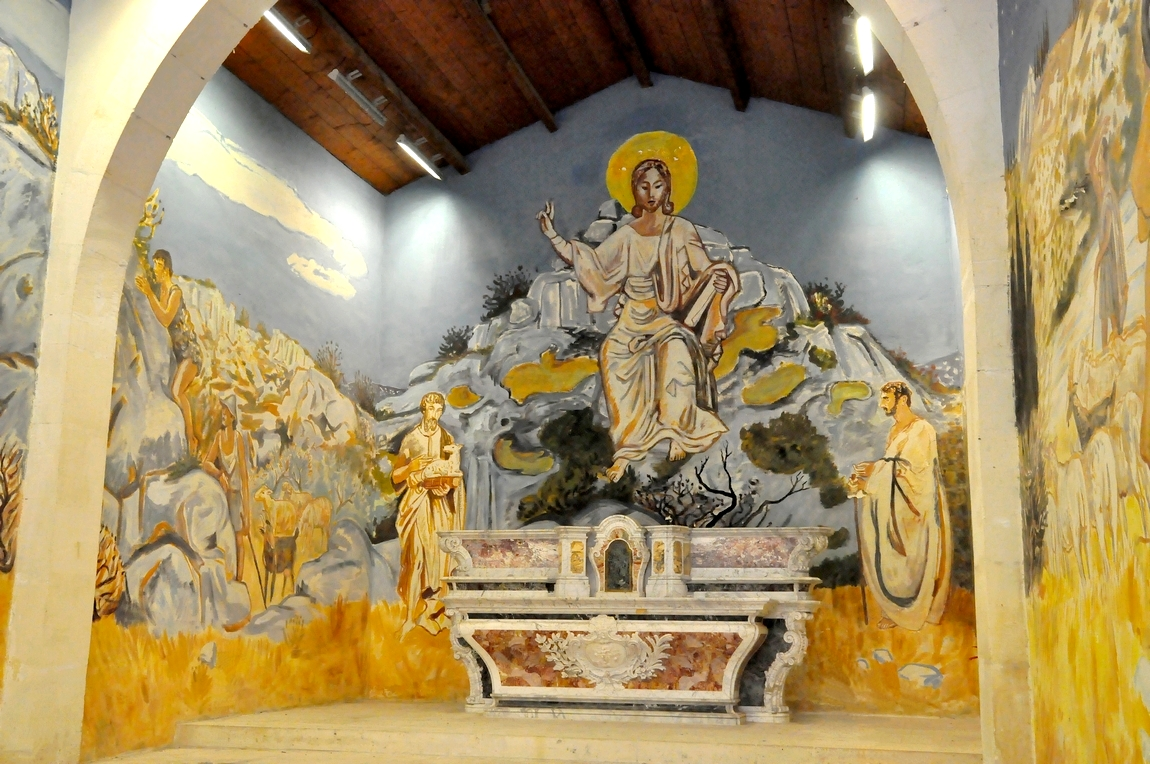
Intérieur de la chapelle des Pénitents blancs, décorée en 1974 par Yves Brayer.

## Autres musées
- Musée d'Angoulême[12]

- Musée Dupuy-Mestreau de Saintes[13]
- Musée des Beaux-Arts de La Rochelle[14]

## Œuvres
- Henry de Montherlant,  Malatesta. Lithographies originales en couleurs de Yves Brayer. Édition Lallemand, 25 rue de la Faisanderie, Paris, s.d. [1947], 159 p.

## Élèves
- Alain Le Nost en 1954.
- Jean-Pierre Pophillat en 1957.
- Jacques Schuffenecker.